# Markell Castle
Markell Castle (York, 29 settembre 1995) è un giocatore di football americano statunitense, che gioca come wide receiver per i Frankfurt Galaxy.
Dopo aver giocato per la squadra universitaria dei Newberry Wolves, nel 2019 si trasferisce ai Kiel Baltic Hurricanes. Nel 2021 passa ai Cologne Crocodiles  nel 2022 ai Seamen Milano; dall'anno successivo gioca in ELF, prima con i Munich Ravens e dal 2024 con i Frankfurt Galaxy.